# Franz Hauk (Organist)
Franz Peter Hauk (* 1955 in Neuburg a.d.Donau) ist ein deutscher Organist.

## Werdegang
Hauk war von 1982 bis 2021 Organist am Ingolstädter Liebfrauenmünster. Er ist Gründer der „Orgeltage Ingolstadt“ und seither deren künstlerischer Leiter. Auf seine Initiative hin finden seit 1990 in Ingolstadt jeden Sonntag die „Orgelmatineen um Zwölf“ statt. 1994 gründete er eine Jugend-Orchesterakademie, aus der die BR-Orchesterakademie hervorging.
Maßgeblich sorgte er für die Wiederentdeckung des Komponisten Johann Simon Mayr in Deutschland und übernahm die Geschäftsführung der Simon-Mayr-Gesellschaft.

## Ehrungen
- 1984: Kunstförderpreis der Stadt Ingolstadt
- 2013: Verdienstkreuz am Bande der Bundesrepublik Deutschland[2]